# Vom Suchen und Finden der Liebe
Vom Suchen und Finden der Liebe ist eine emblematische Kinokomödie aus dem Jahr 2005. Die Liebesgeschichte der Protagonisten Mimi und Venus ist angelehnt an den mythologischen Hintergrund der Orpheussage. Das Drehbuch entstand in Zusammenarbeit von Helmut Dietl mit Patrick Süskind.

## Inhalt

### Haupthandlung
Der Komponist Mimi Nachtigal trifft durch Zufall eines Abends auf die Sängerin Venus Morgenstern, worauf sich beide unsterblich ineinander verlieben. Es beginnt für beide nicht nur eine persönliche, sondern auch eine musikalische Beziehung, da Mimi für Venus Lieder schreibt und sie schließlich auch vermarktet.
Doch die Beziehung ist überschattet von ständigen Streitereien, die ihren Höhepunkt finden, als sich die beiden während einer Preisverleihung öffentlich streiten, worauf es zur Trennung kommt.
Mimi verkraftet die Trennung so schlecht, dass er sich in Theo Stokowskis Ferienhaus auf einer griechischen Insel zurückzieht und sich dort das Leben nimmt.
Auf seinem Weg in die Unterwelt wird er begleitet von dem Götterboten Hermes, der als Hermaphrodit dargestellt wird – ein zweigeschlechtliches Wesen, das sowohl als männliches als auch als weibliches Wesen auftreten kann – und dessen einziges Ziel es ist, Mimis Leben in der Unterwelt zu verschönern.
Wiederholt versucht er Mimi zu verführen, worauf sich dieser nicht einlassen kann, da er immer noch in Gedanken mit Venus verbunden ist.
Unterdessen setzt Venus ihre Karriere mit ihrem neuen Manager Harry fort, mit dem sie eine Beziehung eingeht, ohne jemals Mimi vergessen zu können. Als sie bei einem Live-Auftritt ihren von Mimi geschriebenen Hit „wohin geht die Liebe…“ singt, bricht sie zusammen.
Noch im Krankenhaus beschließt sie, zu Mimi zurückzukehren, denn sie kann nicht ohne ihn leben. Sie macht sich auf den Weg nach Griechenland, wo sie durch einen Brunnen die Unterwelt betritt, um Mimi von dort zurückzuholen.
Dort angekommen, erlöst sie Mimi durch ihren Gesang aus den Händen Hermes’ und die beiden dürfen zurück in ihre Welt unter der Bedingung, dass Venus sich auf dem Weg dorthin nicht nach ihrem Geliebten Mimi umsieht. Ein belangloser Streit verleitet Venus dazu, die Bedingung gedankenlos zu durchbrechen – sie dreht sich nach Mimi um. Jetzt hat Venus ihn endgültig verloren, Mimi muss wieder in die Unterwelt, während Venus auf die Erde zurückkehrt.
Nach etlichen Jahren bekommt Mimi „eine dreistündige Aufenthaltserlaubnis“, um die Vergangenheit in einem Gespräch mit Venus zu klären.
Diese erkennt ihn im Laufe des kurzen Dialogs – und sie sagt zum Abschied auch seinen Namen. Mimi erkennt, dass von seiner großen leidenschaftlichen Liebe nur die zärtliche und ein wenig schmerzliche Erinnerung überlebt hat.

### Nebenhandlungen
Auf humorvolle Weise wird die Ehekrise der Stokowskis behandelt. Das Paar hat sich in seiner Beziehung auseinandergelebt. Frustriert beginnt Helena eine Affäre mit einem Psychotherapeuten (Harald Schmidt), Theo mit dem griechischen Hirtenmädchen Kalypso, der Verwalterin seines Ferienhauses. Diese unbekannte Seite ihrer Partner macht die Stokowskis wieder füreinander attraktiv.

### Interpretation – Emblematik
- Die Emblematik der Komödie beinhaltet die Betrachtung und Beschreibung zweier Arten von Liebe und deren Bedrohung. Die „Große Liebe“ ist dargestellt durch das Protagonisten-Paar Mimi und Venus und die „ehemalige Große Liebe“ verkörpern Theo und Helena. Ihre Liebe vegetiert im Alltagstrott dahin, kurz vor dem Erlöschen.
- Die Liebe von Mimi und Venus erliegt der Unmöglichkeit zum Dialog – der kleine dumme Alltagsstreit ist stärker als das ganz große Gefühl. Die Liebe von Theo und Helena frischt auf, als Theo sich mit Kalypso, aus deren „Quelle er trinkt“, eine Realisation seiner Sehnsucht nach großem Gefühl erlaubt. So laufen die Entwicklungslinien der Liebe beider Paare gegengleich, Theo und Helena gewinnen, Mimi und Venus verlieren.
- Die Figur des Hermes Aphroditus, auf der Slapstick-Ebene angelegt als Zwitterwesen, ist auf der emblematischen Ebene jeweils das „alter ego“ von Mimi und Venus, visualisiert in den Morphings. Hingewiesen sei auf ein berühmtes Vorbild des Morphings von Hermes: Ein Gott – hier Hermes – nimmt die Gestalt des Partners eines Paares an – hier Venus –, um sich mit ihm zu vereinigen. Dies geht zurück auf Heinrich von Kleists Lustspiel Amphitryon: „Jupiter hat die Abwesenheit des Feldherrn Amphitryon genutzt, um in dessen Gestalt mit Amphitryons jungvermählter Ehefrau Alkmene zu schlafen. Die Heimkehr des wirklichen Ehemanns und die gegenseitige Verwirrung darüber, was eigentlich vorgefallen ist, stürzen beide Eheleute in einen Identitätskonflikt. Aber auch der Gott muss erkennen, dass Alkmene ihm nur so lange den Vorzug gegenüber ihrem Mann einräumt, als er ihr in dessen Gestalt und insofern als vollkommene Version des wirklichen Amphitryon erscheint.“[3]

## Musik
Musik spielt im Verlauf des Filmes und vor allem im Leben von Mimi und Venus eine große Rolle.
- Venus wandelt sich von der erfolglosen Gesangsstudentin zu einer erfolgreichen Chansonsängerin, die Konzertsäle füllt.
- Mimi komponiert die Lieder für Venus.

### „Orfeo ed Euridice“
Während Mimi Tabletten zu sich nimmt, um sich umzubringen, spielt er auf dem Klavier die Melodie „Ach, ich habe sie verloren/Che faró senza Euridice“ aus Christoph Willibald Glucks Oper „Orfeo ed Euridice“. Die Melodie wird von Venus’ neuem Manager aufgenommen, der versucht, sie in einer modernen Version umzusetzen.
Außerdem sind Ausschnitte aus Giacomo Puccinis Opern „Tosca“ (das Thema von „E lucevan le stelle“, des liebevollen und wehmütigen Abschiedsliedes des Cavaradossi aus dem dritten Akt) und „Madama Butterfly“ zu hören.

## Genre
Aufgrund musikalischer und (vor allem durch Anke Engelke und Harald Schmidt bedingter) humoristischer Einlagen lässt sich der Film schwer in ein bestimmtes Genre einordnen. Er enthält Elemente, die ihn in die Bereiche Liebeskomödie oder Drama/Musikdrama einordnen lassen. Auch möglich ist eine Kategorisierung als emblematische Komödie, da im Subtext unter der Standup-Komik eine sinnbildhafte Diskussion um Möglichkeit und Unmöglichkeit von dauerhafter Liebe durchdekliniert wird.

## Filmkritik
- „‚Vom Suchen und Finden der Liebe‘ ist eine amüsante Operette mit einigen Größen der deutschen Schauspielelite in ungewohnten Rollen und messerscharfen Dialogen. Doch dahinter steckt eine geringe Halbwertszeit aufgrund von Mängeln im Drehbuch sowie einer deplazierten üppigen Inszenierung. Merke: Blue Box hat noch keinem schlechten Film zum Erfolg verholfen.“ Claudia Holz für filmstarts.de

- „Die Ausstattung wirkt in ihrer pseudotiefsinnigen Schlichtheit, als wollte sich Dietl über eine Provinztheaterkulisse lustig machen; die Witze (Erektionen und ein Hermaphrodit) sind so plump, daß man sich fragt, ob Süskind in seiner Weltabgeschiedenheit Sexklamotten studiert.“ Sebastian Hammelehle, Welt am Sonntag, 30. Januar 2005.

- „Wenn Helmut Dietl einen Film dreht, ist eins gewiss: Da stimmt alles. Angefangen von der durchkomponierten Geschichte über die grandiosen Schauspielerleistungen bis zu Kamera, Ausstattung und Musik: Ein Dietl-Film ist ein Fest für die Sinne. Immer trifft er, mit viel lakonischer Selbstironie, genau den richtigen Ton. Dafür sorgte diesmal Bestseller-Autor Patrick Süskind (‚Das Parfüm‘) als Co-Autor. Ein Liebesreigen, der nicht nur zum Schreien komisch ist, wie vom Regisseur von ‚Rossini‘, ‚Schtonk!‘ und ‚Late Show‘ nicht anders zu erwarten, sondern auch zutiefst bewegend. Für Humor-Highlights sorgen Anke Engelke und Uwe Ochsenknecht als gestresstes Großstadtpaar, dem ein Seelen-Doktor (Harald Schmidt) Linderung verschafft. Und im Zaubergarten der griechischen Mythologie darf Heino Ferch in einer unvergesslichen Rolle glänzen ...“ Marga Boehle für KINO.de

- „Helmut Dietl war ein wirklich Großer des deutschen Films, der mit Schtonk! (1992) eine Komödie von Billy-Wilder-Format geschaffen hat, die noch in Jahrzehnten sehenswert sein wird. Sie bindet nicht nur politische und menschlich-charakterliche Elemente zusammen, sondern ist darüber hinaus unglaublich leicht und unterhaltsam inszeniert. Leider verspielt Dietl zunehmend seinen immer noch sehr guten Ruf, denn der Gehalt seiner Mimi-Venus-Geschichte hat von alledem nichts; ihr Gehalt ist – das schlechte Wortspiel muss gestattet sein – wirklich für den Arsch; wer den Film dann doch gesehen hat, weiß was gemeint ist.“ Roberto Dzugan für critic.de

- „‚Vom Suchen und Finden der Liebe‘ kann man irgendwo zwischen Romanze, Komödie und griechischer Tragödie ansiedeln. (…) Schlager haben immer schon gut gepasst zu Dietls Filmen, die etwas hemmungslos Romantisches hatten, gelegentlich absichtsvoll und vergnügt im Kitsch baden. Vor allem aber haben Dietl und sein Co-Autor Patrick Süskind Orpheus und Eurydike auf den Kopf gestellt; was bei aller Traurigkeit auch sehr witzig und einfallsreich ist. (…) Sentimental dürfen seine (Dietls) Figuren ruhig sein – das ist im Kino ein Kompliment.“ Susan Vahabzadeh, Süddeutsche Zeitung, 26. Januar 2005.

## Auszeichnungen
- 2005 – Auszeichnung für Alexandra Maria Lara mit dem Undine Award als beste jugendliche Komödiantin
- 2005 – Nominierung für Uwe Ochsenknecht beim Deutschen Filmpreis für die beste männliche Nebenrolle

## Ausgaben
- Helmut Dietl, Patrick Süskind: Vom Suchen und Finden der Kinder. Vollständiges Drehbuch mit zahlreichen Fotos aus dem Film. Mit einem Vorwort von Helmut Dietl und einem Nachwort von Patrick Süskind. (= Diogenes TB 23503). Zürich 2005, ISBN 3-257-23503-8.
- Patrick Süskind: Über Liebe und Tod. (= Diogenes TB 23589). Zürich 2006, ISBN 3-257-23589-5.